# Tegiapa larentoides
Tegiapa larentoides là một loài bướm đêm trong họ Noctuidae.